# OGLE-TR-211
OGLE-TR-211 — звезда, которая находится в созвездии Киля на расстоянии около 17286 световых лет от нас. Вокруг звезды обращается, как минимум, одна планета.

## Характеристики
OGLE-TR-211 относится к классу жёлто-белых карликов. Её масса и радиус составляют 1,33 и 1,64 солнечных соответственно. Она заметно горячее Солнца: температура её поверхности составляет около 6325 кельвинов. Возраст звезды оценивается в 2,6 миллиарда лет.

## Планетная система

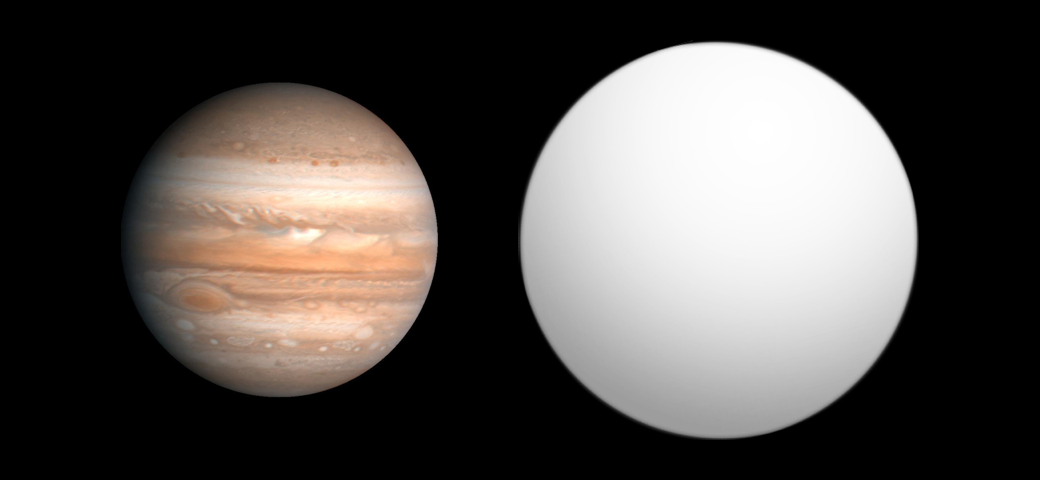
Сравнительные размеры OGLE-TR-211 b и Юпитера.

В 2007 году командой астрономов, работающих в рамках проекта OGLE, было объявлено об открытии планеты OGLE-TR-211 b в системе. Планета представляет собой типичный горячий юпитер — газовый гигант, обращающийся очень близко к родительской звезде. Масса и диаметр планеты приблизительно равны 0,75 и 1,26 юпитерианских соответственно. Открытие было совершено транзитным методом.